# Justitias kleine Fische
Justitias kleine Fische ist eine 52-teilige heitere Justizserie, die in zwei Staffeln von 1988 bis 1990 auf Sat.1 erstmals gesendet wurde.

## Inhalt
Vor dem Berliner Amtsrichter Milde landen ausschließlich die sprichwörtlichen „kleinen Fische“. Häufig handelt es sich um Delikte wie Beleidigungen, Nachbarschaftsstreitigkeiten oder kleinere Betrugsfälle. Als erfahrener Jurist weiß Milde genau hinzuschauen und zuzuhören, daher enden die Verfahren häufig mit einem Freispruch, sehr zum Ärger des peniblen und paragrafentreuen Staatsanwalts.

## Sonstiges
Autor Mischa Mleinek schrieb die Drehbücher nach dem Buch des Journalisten Horst Cornelsen Kleine Fische auf Justitias Grill. Dieses wiederum basierte auf der vom RIAS ausgestrahlten Sendereihe Gerichtsbericht.
Justitias kleine Fische war eine Eigenproduktion von Sat.1 und somit eine der ersten ihrer Art im deutschen Privatfernsehen. Die Ausstrahlung von Staffel 1 erfolgte sonnabends um 17.00 Uhr, zunächst wöchentlich, gegen Ende 14-täglich. Staffel 2 wurde dienstags um 20.30 Uhr in unterschiedlichen Abständen gesendet. Wiederholungen wurden seit 2011 bei Sky Krimi und Sky Cinema Nostalgie gezeigt.
Dank bekannter Berliner Schauspieler konnte die Serie mit viel Lokalkolorit aufwarten. Zu den Episodendarstellern gehörten unter anderem: Gerhard Wollner, Dieter Kursawe, Wolfgang Spier, Inge Wolffberg, Lutz Moik, Manfred Lehmann, Andreas Mannkopff, Elisabeth Wiedemann, Gisela Trowe, Friedrich W. Bauschulte, Mady Rahl, Gerd Baltus, Eva Brumby und Ulrike Bliefert. 

## Episodenliste

### Staffel 1
| Nr. (gesamt) | Nr. (Staffel) | Erstausstrahlung | Titel                      |
| ------------ | ------------- | ---------------- | -------------------------- |
| 1            | 1             | 5. Nov. 1988     | Theo mit den kalten Händen |
| 2            | 2             | 12. Nov. 1988    | Familienbande              |
| 3            | 3             | 19. Nov. 1988    | Heiße Nächte               |
| 4            | 4             | 26. Nov.1988     | Pension Kolibri            |
| 5            | 5             | 3. Dez. 1988     | Stille Einkehr             |
| 6            | 6             | 10. Dez. 1988    | Medizin und leichte Macke  |
| 7            | 7             | 17. Dez. 1988    | Der Geisterfahrer          |
| 8            | 8             | 31. Dez. 1988    | Jungfrau mit Brief         |
| 9            | 9             | 7. Jan. 1989     | Krach im Treppenhaus       |
| 10           | 10            | 14. Jan. 1989    | Selbstbedienung            |
| 11           | 11            | 21. Jan. 1989    | Die tätowierte Schlange    |
| 12           | 12            | 28. Jan. 1989    | Leidenschaft im Dünensand  |
| 13           | 13            | 4. Feb. 1989     | Tarzan am kalten Buffet    |
| 14           | 14            | 11. Feb. 1989    | Es steht in den Sternen    |
| 15           | 15            | 18. Feb. 1989    | Babyraub und Popmusik      |
| 16           | 16            | 25. Feb. 1989    | Tilly und Olly             |
| 17           | 17            | 4. Mär. 1989     | Unrecht Gut bekommt nicht  |
| 18           | 18            | 11. Mär. 1989    | Gelegenheit macht Diebe    |
| 19           | 19            | 18. Mär. 1989    | Wer im Trüben fischt       |
| 20           | 20            | 25. Mär. 1989    | Stoßstangen-Terzett        |
| 21           | 21            | 1. Apr. 1989     | Nachtwächters Abwege       |
| 22           | 22            | 15. Apr. 1989    | Ein ganz normales Haus     |
| 23           | 23            | 22. Apr. 1989    | Gehn wir klauen            |
| 24           | 24            | 6. Mai 1989      | Glück bei den Damen        |
| 25           | 25            | 13. Mai 1989     | Einer sitzt immer          |
| 26           | 26            | 20. Mai 1989     | Wenn der Hahn kräht        |

### Staffel 2
| Nr. (gesamt) | Nr. (Staffel) | Erstausstrahlung | Titel                                    |
| ------------ | ------------- | ---------------- | ---------------------------------------- |
| 27           | 1             | 16. Jan. 1990    | Komm in meine Liebeslaube                |
| 28           | 2             | 23. Jan. 1990    | Der Tante-Emma-Krieg                     |
| 29           | 3             | 6. Feb. 1990     | Der Herr von oben                        |
| 30           | 4             | 20. Feb. 1990    | Kunst am Bau                             |
| 31           | 5             | 6. Mär. 1990     | Ende einer Kaffeefahrt                   |
| 32           | 6             | 3. Apr. 1990     | Terror mit vier Beinen                   |
| 33           | 7             | 17. Apr. 1990    | Echte Kunst und falsches Spiel           |
| 34           | 8             | 1. Mai 1990      | Nischt wie Ärger mit Oma Lottchen        |
| 35           | 9             | 15. Mai 1990     | Costa Brata                              |
| 36           | 10            | 22. Mai 1990     | Nerz-Bube                                |
| 37           | 11            | 5. Juni 1990     | Es geht um die Wurst                     |
| 38           | 12            | 19. Juni 1990    | Träumer am Herd                          |
| 39           | 13            | 3. Juli 1990     | Carmen singt heute nicht                 |
| 40           | 14            | 17. Juli 1990    | Hasch im Busch                           |
| 41           | 15            | 24. Juli 1990    | Mitternachtsmaler                        |
| 42           | 16            | 7. Aug. 1990     | Lauter liebe Nachbarn                    |
| 43           | 17            | 14. Aug. 1990    | Wenn der Sandmann kommt                  |
| 44           | 18            | 11. Sep. 1990    | Liebe via Hausantenne                    |
| 45           | 19            | 18. Sep. 1989    | Waschtag                                 |
| 46           | 20            | 2. Okt. 1990     | Einsatz in Filiale 17                    |
| 47           | 21            | 16. Okt. 1990    | Angie und die große Welt                 |
| 48           | 22            | 23. Okt. 1990    | Die Geschäfte des Burckard von Enckevort |
| 49           | 23            | 6. Nov. 1990     | Wer hackt denn dort?                     |
| 50           | 24            | 27. Nov. 1990    | Der Besuch der nackten Dame              |
| 51           | 25            | 4. Dez. 1990     | Keine Antwort aus Hongkong               |
| 52           | 26            | 18. Dez. 1990    | Lieferung frei Haus                      |